# Enrico Casarosa
Enrico Casarosa est un artiste de storyboard, scénariste et réalisateur italien, né le 20 novembre 1971, à Gênes en Italie. Il a travaillé pour Blue Sky Studios et travaille depuis 2002 chez Pixar Animation Studios.

## Biographie
Enrico Casarosa a quitté la Ligurie à l'âge de 20 ans pour s'installer à New York afin d'étudier l'animation.

## Filmographie

### Artiste de storyboard
- 2002 : L'Âge de glace
- 2005 : Robots
- 2007 : Ratatouille
- 2009 : Là-haut
- 2016 : Piper (court métrage)

### Réalisateur
- 2011 : La Luna (court métrage)
- 2021 : Luca[2]
- 2027 : Gatto

### Scénariste
- 2011 : La Luna (court métrage)
- 2021 : Luca histoire originale avec Jesse Andrews et Simon Stephenson

### Directeur d'écriture
- 2015 : Le Voyage d'Arlo directeur d'écriture complémentaire avec Kelsey Mann